# Cremnodes costalis
Cremnodes costalis là một loài tò vò trong họ Ichneumonidae.